# DARK RIVER/Eternally/時計
「DARK RIVER／Eternally／時計」（ダーク・リバー／エターナリー／とけい）は、2013年7月24日にloversoul music & associatesから発売されたGLAYの通算48枚目のシングルである。
なお、「Eternally」は本シングルに先立って同年5月8日にデジタルシングルとしてリリースされている。この曲に関しては単独記事で扱うので、詳細はそちらを参照。

## 概要
前作「JUSTICE [from] GUILTY」、「運命論」以来、およそ7か月半ぶりのリリース。全曲タイアップが付いている。
「DARK RIVER」と「時計」は、テレビドラマ『激流〜私を憶えていますか?〜』の主題歌・挿入歌にそれぞれ起用され、同ドラマのプロデューサー銭谷雅義は、本2曲に関して「我々の期待をはるかに超える出来ばえで、圧倒されました。」とコメントしている。
発売形態は、CD＋DVD盤とCD ONLY盤の2形態。
DVDには、「DARK RIVER」「Eternally」のミュージック・ビデオや、2013年4月25日にZepp Fukuokaで開催された「GLAY Special Live 2013 Freshers Night 〜夢追いし者と、それを見つめる者達〜 in Zepp Fukuoka」のライブ映像などが収録されている。
発売を記念して、2013年7月24日 19:00からニコニコ生放送上で、『GLAY「DARK RIVER / Eternally / 時計」リリース記念SPECIAL』が放送された。「DARK RIVER」「Eternally」のミュージックビデオに加え、過去のミュージックビデオや厳選ライブ映像が放送されている。

## 収録曲

### CD
1. DARK RIVER
  - 作詞・作曲：TAKURO / 編曲：GLAY & SEIJI KAMEDA

NHK総合ドラマ10『激流〜私を憶えていますか?〜』主題歌[9]。オフィシャルでは、「楽しいばかりではない人それぞれの人生と深い愛情を綴ったミドルロックチューン」と紹介されている[6]。
音楽プロデューサーには亀田誠治を迎えており、GLAYとタッグを組むのは今作が初となる[9]。亀田とは、2006年8月26日･27日開催のTHE 夢人島 Fes.[10]で初対面し[11]、その時の打ち上げ時にTAKUROがプロデュースをオファーしてその場で承諾を得ていたが[11][12]、亀田からは「すごくいい曲ができたら、来てください」と宿題を出されていたと言う[12]。（但し亀田自身は後年のインタビュー等でそのような発言をしたことを否定している。)その後、11thアルバム『JUSTICE』でセルフプロデュースに挑戦した後、次の展開を考えた時に亀田にオファーしてみようと言う話になり[11]、今回のタッグが実現した。亀田とのセッションに関して、TERUは「僕たちとは違ったやり方を教えていただき、勉強になった。その分、すごい緊張感といいものを作ろうという使命感が今まで以上に生まれ、すごく大変でした」[12]、HISASHIは「佐久間正英さんとの時は自由に演奏してミックスの時に最終的に変化を付けるやり方だったんですけど、今回はフレーズの1音までにこだわって亀田さんと一対一で作り上げました。俺のいいところと亀田さんのアイデアを擦り合わせる。そういう作業は初めてでしたね。」[13]、JIROは「僕にはないベースプレーをしていて、すごく影響されました。またひとつ、ステップを上がれたんじゃなかと思う」[12]とそれぞれ刺激的なセッションになったことを語っている。また、亀田からのリクエストにより、ドラマーは村石雅行、エンジニアは工藤雅史が担当している[13]。
TAKUROは本曲に関して、「長い時間を経ての人間模様を描くという事なので、大きな深い川をテーマに人生を表してみました。実際に見たアフリカの大地に流れる川、訪れた事はないのですがインドのガンジス川を頭の中に思い描きながら詞の世界を作り上げました。」とコメントしている[9]。
ミュージック・ビデオは、関和亮が監督を務めており、GLAYとのコラボレーションは今回が初となった[14]。ミュージックビデオの深い森は、撮影スタジオに森に見立てた超豪華セットが組まれたものであり、本物の土、木、草を移植、水を循環させ、楽曲の最大のテーマである「川」を再現した[15]。また、ジャケットおよびアーティスト写真などのアートワークも、関が手掛けており、森林深い水辺に佇む4人のシルエット、儚げなでミステリアスな色彩感が、物語を感じさせる仕上がりになっている[14]。
2013年7月10日に、先行配信が開始され、dwango.jp（フル）デイリーランキング(2013年7月10日付)で、初登場1位を獲得した[16]。
2. Eternally
  - 作詞・作曲：TAKURO / 編曲：GLAY / 編曲 & オーケストレーション：KEN SHIMA
3. 時計
  - 作詞・作曲：TAKURO / 編曲：GLAY

NHK総合ドラマ10『激流〜私を憶えていますか?〜』挿入歌[9]。
本来は劇中でシンガーソングライターの女の子が歌う曲として作られた曲だったが、ドラマの制作サイドからGLAYのバージョンも聴きたいと言われ、ピアノを入れた編成で作ってみたら、思いのほか良いのができたため、挿入歌としても使用されることになった[13]。
TAKUROは本曲に関して、「なるべくシンプルなメロディ、そして10代が持っている希望、現実への苛立ちなどの複雑な胸中を描くことに苦労しました。時計の針に人間関係を見立て、離れている時期、楽しく過ごせる時期など人生の一時を過ごした仲間たちは心の中にずっと刻まれるものだなぁという想いで書きました。」とコメントしている[9]。また、55thシングル「WINTERDELICS.EP〜あなたといきてゆく〜」に再録バージョンが収録された。

### DVD（CD+DVD盤のみ）
- 「DARK RIVER」ミュージックビデオ & メイキング
- 「Eternally」ミュージックビデオ & メイキング
- Documentary of GLAY in HAKODATE
  - 2013年5月に行われたフォトセッション他、函館を訪れた際のドキュメント
- GLAY Special Live 2013 Freshers Night 〜夢追いし者と、それを見つめる者達〜 in Zepp Fukuoka（2013年4月25日公演）

1. More than Love
2. WET DREAM
3. KISSIN' NOISE
4. 春を愛する人

## 収録アルバム
DARK RIVER
- MUSIC LIFE

Eternally
- BALLADE BEST☆MELODIES(2CD盤)
- REVIEW II -BEST OF GLAY-
- DRIVE 2010〜2026 -GLAY complete BEST

時計
- BALLADE BEST☆MEMORIES(2CD・G-DIRECT限定盤)
- REVIEW II -BEST OF GLAY-

## 参加ミュージシャン
- MASAYUKI MURAISHI（M1・ドラムス）
- TOSHI NAGAI（M2・ドラムス）
- KEN KAWAMURA（M2,M3・キーボード）
- CHIEKO KINBARA STRINGS（M1,M2・ストリングス）
- YASUTAKA TOYODA (makotoya)（M1・マニピュレーター）

## スタッフ

### CD
レコーディング・ミキシング
MASASHI KUDO (Zapp) (M1)
Koniyoung (KURID INTERNATIONAL) (M2,M3)
マスタリング
STEPHEN MARCUSSEN at MARCUSSEN MASTERING STUDIOS

### DVD
監督
KAZUAKI SEKI (OOO=triple-O) (「DARK RIVER」ミュージックビデオ)
YASUHIRO HIRANO (「Eternally」ミュージックビデオ)
MASAHIRO OZAWA (WOWOW) (ライブ映像)
TETSUYA IWAGUCHI (メイキング映像)
オーサリング
SAWAKO RYUKO (BERNIE GRUNDMAN MASTERING)